# Мельников, Михаил Иванович
Михаил Иванович Мельников (1864—1942) — лесопромышленник, депутат Государственной думы Российской империи II созыва от Новгородской губернии.

## Биография

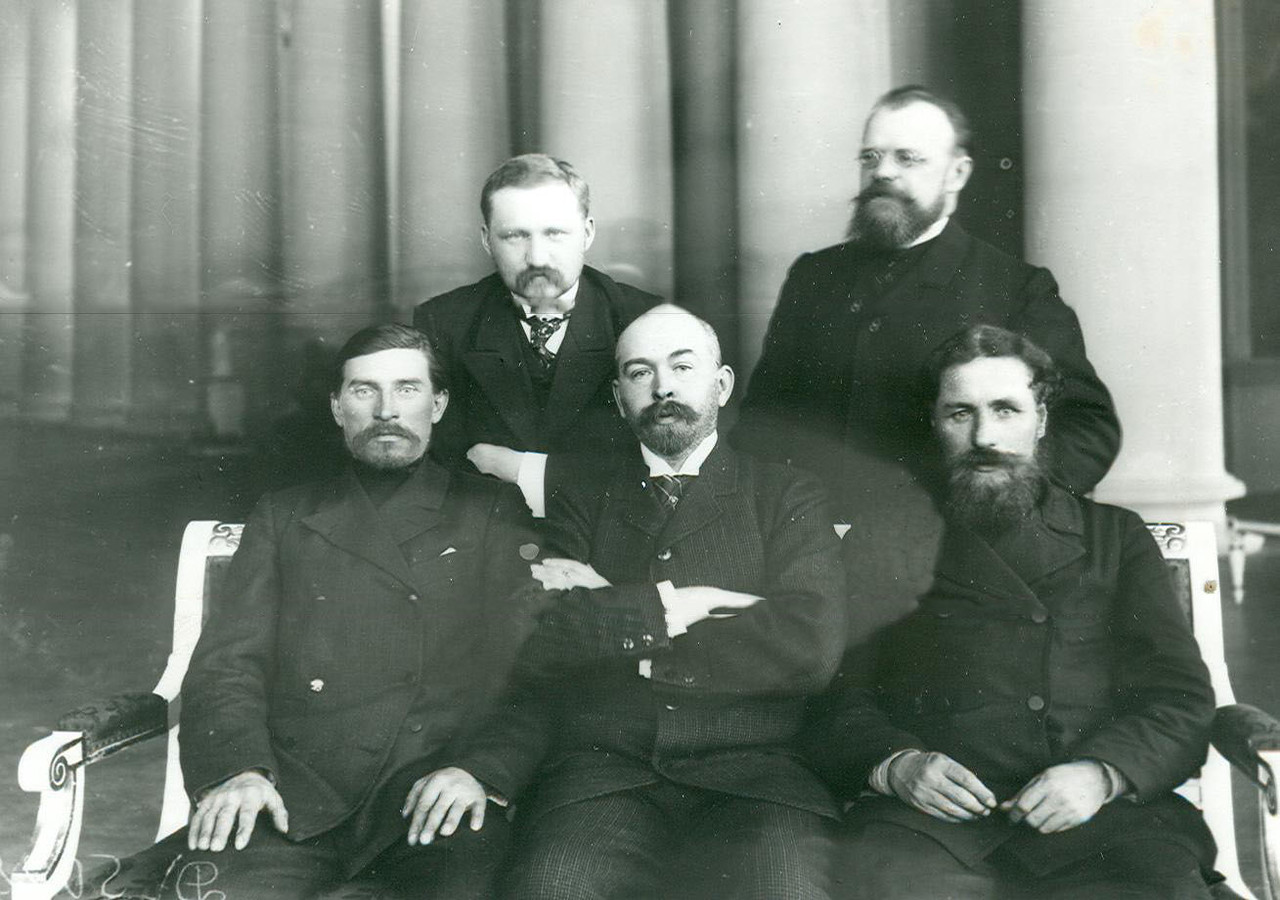
Депутаты Второй Думы от Новгородской губернии. Стоят: Г. С. Константинов, М.И. Мельников; сидят: И. Е. Ефимов, К. Н. Тимирёв, Н. И. Богатов

Родился 4 сентября 1864 года у Ивана Семёновича Мельникова и Прасковьи Викторовны.
Личный почётный гражданин. Окончил 5 классов гимназии. Крупный лесопромышленник. Состоял в партии «Союз 17 октября», по другим сведениям политическая принадлежность уточняется как «прав.-порядков.»
7 февраля 1907 года избран в Государственную думу Российской империи II созыва от общего состава выборщиков Новгородского губернского избирательного собрания. Вошёл во фракцию «Союза 17 октября» и примыкал к группе правых и умеренных. Состоял в думской Комиссии о нормальном отдыхе служащих в торговых и ремесленных заведениях.
Был осуждён в 1926 году, как владелец лесозавода, применявший наёмный труд. Лишён избирательных прав.
Умер 23 марта 1942 года.

## Семья
Был женат на Марии Петровне. Их дети:
- Пётр (1893—1937), гл. бухгалтер артели "Красный Октябрь", приговорён к ВМН и расстрелян[4].
- Дмитрий (1908—1945), подполковник, погиб на территории Польши во время ВОВ[5].

### Архивы
- Российский государственный исторический архив. Фонд 1278. Опись 1 (2-й созыв). Дело 275.